# Pozzi (Seravezza)
Pozzi è una frazione del comune di Seravezza, in provincia di Lucca, nel cuore della Versilia, di circa 2826 abitanti.

## Geografia fisica
Si trova sulla sponda destra del fiume Versilia.

## Origini del nome
Il nome Pozzi potrebbe derivare dalle numerose pozze d'acqua che lasciava il fiume Versilia dopo ogni ondata di piena.

## Storia
Gli scavi archeologici avvenuti in località "Baraglino" nel 1880 e in località "Poggione" nel 1959 e nel 1977 hanno portato a ritenere che Pozzi fosse un insediamento etrusco. Intorno al 1250 gli abitanti furono costretti ad allontanarsi da Pozzi da Guiscardo da Pietrasanta e a trasferirsi a Camaiore e a Pietrasanta e solo nel '600 si hanno notizie di persone che rientrarono nel territorio per dare vita ad una comunità agricola.

## Monumenti e luoghi d'interesse
- Chiesa santi Leonardo e Guido[3]: fu costruita nel 1808; si trattava di un oratorio sotto il titolo di Santa Maria delle Neve. Nel 1976 l'arcivescovo di Pisa mons. Benvenuto Matteucci riconobbe Pozzi come parrocchia. Nel 1980 il nome della parrocchia cambiò in chiesa dei santi Leonardo e Guido
- Villa "Buon riposo": è di fattura settecentesca e prima del 1814 portava il nome di Villa san Cristoforo. Fu il cavaliere Luigi Angiolini a ribattezzarla in "Villa del Buon Riposo", e fu la sua dimora nei suoi ultimi anni di vita. Dopo la sua morte la villa divenne un salotto culturale in cui si discuteva di arte e letteratura.
- Villa Canci: si affaccia sulla piazza principale di Pozzi e la sua costruzione risale ai primi anni del '700. Sulla porta principale é visibile lo stemma degli Asburgo-Lorena, Granduchi di Toscana.
- Monumento all'alpino "il Vecio": si tratta di un monumento dedicato ad un alpino detto "il vecio". Fu voluto dallo scultore Ugo Guidi. Fu inaugurato nel 1988. Sulla struttura che sostiene il combattente vi è lo stemma delle Brigate Alpine e della Divisione Alpina Cuneese.
- Lapide in memoria di Giuseppe Mazzini

## Sport

### Calcio
Nel '68 la squadra di calcio del Seravezza si fuse con quella del Pozzi, dando vita al Seravezza Pozzi che milita in Serie D, la quarta serie del campionato italiano.